# Заходер, Борис Николаевич
Бори́с Никола́евич Заходер (6 [18] августа 1898, Борок, Костромская губерния — 7 января 1960, Москва) — советский историк-востоковед, иранист, медиевист. Доктор исторических наук (1941).

## Биография
Родился в селе Борок Костромской губернии (ныне Нижегородская область) в семье земского врача Николая Борисовича Заходера и учительницы (впоследствии зубного врача) Марии Константиновны Заходер (в девичестве Малишевской). Родители развелись, когда он был ребёнком. В 1917 году окончил 7-ю гимназию в Москве, работал секретарём Управления государственных академических театров (1918—1923), управляющим делами Комитета по охране музейных коллекций Народного комиссариата просвещения (1923—1928). До 1919 года учился на историческом факультете 1-го МГУ.
С 1923 года — студент, а с 1927 по 1930 годы аспирант на кафедре истории Персии ближневосточного факультета Московского института востоковедения. С 1930 года — преподаватель, с 1931 года заведующий кафедрой персидского языка и доцент этого института. 5 марта 1934 года осуждён на три года ссылки в Западную Сибирь, но отправлен в Казань и после пересмотра дела 15 марта 1934 года освобождён досрочно. В 1934—1939 годах преподавал в Московском институте философии, литературы и истории.
Кандидат исторических наук (1938, без защиты). Докторскую диссертацию по теме «Низам аль-Мульк. Очерки по истории Сельджукского государства в XI в.» защитил в 1941 году. В 1942—1943 годах преподавал в Ярославском педагогическом институте. Работал старшим научным сотрудником в Московском отделении Государственной академии истории материальной культуры (1934—1937), в Музее восточных культур (1935—1939), в Институте востоковедения АН СССР (1950—1960). Преподавал в Московском институте востоковедения (1927—1934), в Московском государственном университете (1939—1960).
С 1944 года — заведующий Восточным отделением исторического факультета МГУ и старший научный сотрудник института востоковедения АН СССР, заведовал сектором Ирана (1950—1953, 1956—1960), сектором истории и экономики стран Ближнего и Среднего Востока (1953—1956), отделом стран Ближнего и Среднего Востока (1956—1960). В марте 1949 года подвергся травле во время кампании по «борьбе с космополитизмом».
В 1950-е годы налаживал научные контакты с зарубежными учёными. В апреле — мае 1954 года участвовал в работе конгресса, посвящённого 1000-летию Ибн Сины (Авиценны), в мае 1956 года — 700-летию со дня смерти Туси, проведённых в Иране. В сентябре — октябре 1956 года читал лекции в научных учреждениях Польской академии наук, в июне 1959 года — в Ягеллонском университете в Кракове.
Осуществил перевод «Сиясет-наме» Низам аль-Мулька (1949) и «Трактата о каллиграфах и художниках» Кази Ахмеда (1947), опубликовал ряд работ по арабской и персидской географической литературе, написал первый в Советском Союзе учебник по истории Ближнего Востока в средние века (1944).
Был членом редакционной коллегии журнала «Советское востоковедение» (с 1959 года — «Проблемы востоковедения»), входил в состав Экспертной комиссии Высшей аттестационной комиссии (ВАК) при Министерстве высшего образования.

## Награды
- орден «Знак Почёта» (27.03.1954)

## Семья
- Дед — Бо́рух Бер-За́лманович Заходер (1848—1905), уроженец Шклова — был первым казённым раввином Нижнего Новгорода (1874) и Владимира, состоял в переписке с В. Г. Короленко и печатался в российской прессе как на русском, так и на еврейских языках. В 1883 году на собранные среди прихожан Борухом Заходером пожертвования в Нижнем Новгороде была открыта первая синагога.
- Дядя — Александр Борисович Заходер (1885—?), выпускник Новороссийского университета, социал-демократ, депутат Первого Всероссийского съезда Советов рабочих и солдатских депутатов, после революции 1917 года — инструктор-организатор Союза потребительных кооператитвов, подвергался арестам.
- Двоюродный брат — детский поэт и переводчик Борис Владимирович Заходер.
- Тётя (по материнской линии) — актриса Елена Константиновна Малиновская (урождённая Малишевская; 1875—1942), заведующая Художественно-просветительским отделом Моссовета, комиссар и управляющая московских государственных (1918) и академических (1920) театров, директор Большого театра (1920—1924 и 1930—1935), жена архитектора П. П. Малиновского.
- Жена — Мария Николаевна (урождённая Протасьева, 1900—1972), дочь харьковского губернатора Н. В. Протасьева.

## Сочинения

### Монографии
- История восточного средневековья: Халифат и Ближний Восток. М.: МГУ, 1944.
- Из истории восточно-каспийских связей в Древней Руси. М.: Академия Наук СССР, 1955.
- Современный Иран: справочник. М.: Издательство Академии Наук СССР, 1957.
- Каспийский свод сведений о Восточной Европе. Т. 1: Горган и Поволжье в IX—X вв. М.: Наука, 1962. — 279 стр.; Т. 2: Булгары, мадьяры, народы Севера, печенеги, русы, славяне — М.: Издательство восточной литературы, 1967.

### Публикации
- Империя Тимура (Средняя Азия XIV в.) // Ист. журнал. 1941, № 6. — С. 78—88.
- Ещё одно раннее мусульманское известие о славянах и руссах IX—XX вв. // Изв. ВГО. Т. 75. Вып. 6, М.—Л., 1943. — С 25—43.
- Хорасан и образование государства сельджуков // Вопросы истории. 1945, № 5. — С. 119—141.

### Переводы
- Кази-Ахмед. Трактат о каллиграфах и художниках: 1596—1597. Перевод и предисловие Б. Н. Заходера. Л.—М.: Искусство, 1947.
- Сиасет-Намэ. Книга о правлении вазира XI столетия Низам ал-Мулька. Перевод, введение в изучение памятника и примечания Б. Н. Заходера. М.—Л.: Издательство Академии наук СССР, 1949.